# 무고의 화
무고의 화(巫蠱-禍)는 전한 무제의 치세인 기원전 91년(정화 2년)에 일어난 사건으로 여태자 유거(劉據)가 무고라는 주술을 통해 황제를 죽이고자 했다가 실패하자 반란을 일으켜 전한의 수도 장안을 일대 혼란에 빠뜨렸다. 무고의 난이라고도 부른다.

## 전개 과정
기원전 92년(정화 원년) 여름 무제가 건장궁에 있을 당시 한 남자가 대검을 차고 중룡화문으로 들어갔다. 보고를 받은 무제는 수상하다면서 그 남자를 체포하라고 명을 내렸지만 검을 버린 채 남자가 도주하여 체포에 실패했다. 화가 난 무제는 성문을 지키는 문후(門候)를 처형했다. 그해 11월 삼보 기사를 동원해 상림원을 수색했는데 이를 위해 장안의 성문도 닫았다. 11일에 걸친 수색이 끝난 뒤에서야 성문도 개방됐는데 이 무렵 무고의 화가 시작되었다.
한편 공손하의 부인이 무사황후의 언니였기 때문에 공손하는 무제의 중용을 받았고 태복을 거쳐 승상의 자리에까지 올랐다. 공손하가 승상이 되었을 때 그의 아들 공손경성이 태복에 임명됐는데 황후의 조카라는 권세를 바탕으로 사치를 부렸다. 그러다 공손경성이 북군의 군비를 횡령한 것이 발각되어 투옥되는 일이 일어났다. 공손하는 양릉(陽陵)의 협객이던 주안세를 체포하는 것으로 황제가 아들의 죄를 사면해주길 원했다. 하지만 체포된 주안세가 "승상의 재앙이 황족에까지 미쳤다. 남산의 대나무를 모두 사용해도 내 자백을 쓰기에 부족하고 야곡의 나무를 모두 사용해도 나에게 수갑과 족쇄를 채우지 못한다"라며 비웃었다. 또한 투옥된 뒤에는 공손경성이 무제의 딸인 양석공주와 사통하고 있으며 감천궁으로 가는 길에 인형을 묻어 황제를 저주하고 있다는 고발을 하기에 이르렀다.
해가 바뀐 뒤 봄 정월에 공손하도 투옥되고 아들과 함께 옥사하고 말았다. 공손하의 일족도 모두 주살되었다. 후임 승상에는 중산정왕 유승의 아들인 탁군태수 유굴리가 임명되었다. 여름 윤4월에는 무제의 딸인 제읍공주와 양석공주, 무사황후의 조카이자 위청의 아들인 장평후 위항도 주살되었다. 이 무렵 황제는 병이 들어 감천궁에 거처하고 있었다. 태자의 미움을 받던 강충은 노령의 황제가 죽으면 태자가 보위를 이을 것이고 그러면 자신을 죽일지도 모른다고 우려하고 있었는데 황제가 병석에 눕자 황제의 병은 무고에 의한 것이라고 보고했다. 분노한 황제는 곧장 무고 사건을 수사하라는 명령을 내렸다. 강충은 호무(胡巫)를 통솔해 땅을 파서 인형을 찾아내고 술사를 체포해 증거를 조작하고 고문을 하여 자백을 강요했다. 이로 인해 죽은 사람이 수만 명에 이르렀다.
늙은 황제는 좌우의 신하 모두가 자신을 무고로 저주하고 있다고 의심했다. 강충은 호무의 일원인 단하(檀何)로 하여금 궁중의 고기(蠱氣)를 없애지 않으면 황제의 쾌유는 바랄 수 없다고 보고하게 했고 안도후 한열, 어사 장공, 황문시랑 소문 등에게 궁중의 수색을 명했다. 수색의 범위는 황제의 총애를 받지 못한 후궁부터 시작하여 황후궁과 태자궁에까지 이르렀고 여기서 문제의 인형이 발견되었다. 태자는 깜짝 놀라 태자소부 석덕에게 이를 물었으나 석덕은 연좌당할 것을 우려하여 진나라 부소의 예를 인용해 황제의 사자라고 속여서라도 강충을 붙잡아 음모를 파헤쳐야 한다고 주장했다. 태자는 처음엔 망설였지만 태자를 몰아넣으려는 강충의 움직임이 너무 빨랐기에 결국 태자는 석덕의 말을 받아들였다.
가을 7월, 태자의 식객이 황제의 사자를 속여 강충을 붙잡았다. 한열은 진짜 황제의 사자가 맞는지 의심하여 말을 따르지 않아 그 자리에서 죽임을 당했고 장공도 상처를 입었고 곧 죽었다. 태자는 강충에게 "천한 조나라 놈이 과거 조왕 부자를 이간질한 것도 모자라 이젠 우리 부자까지 이간질하려 드는가!"라며 모욕한 뒤 역시 죽였다. 조나라 출신 강충이 조나라 세자의 죄를 파헤친 일을 언급한 것이었다. 이후 호무도 상림원에서 불태워 죽였다. 그날 밤 태자는 황제의 기를 들고 미앙궁에 들어가 장어(長御) 의화를 통해 황후에게 일어나는 일의 전말을 전하고 장락궁의 위병을 동원해 무기고에서 무기를 반출했다.
소문은 무사히 감천궁으로 도망가는 데 성공했고 황제에게 태자가 모반했다고 보고했다. 하지만 황제는 모반을 인정하지 않고 태자를 소환해서 물어보고자 했다. 그런데 황제가 태자에게 보낸 사자가 태자에게 살해당할지도 모른다고 우려하여 태자를 만나보지도 않은 채 감천궁으로 돌아가서는 태자가 모반의 뜻을 가지고 있다고 거짓 보고를 올렸고 결국 황제는 이를 사실로 받아들이고 말았다. 유굴리는 인수조차 제대로 챙기지 못한 채 승상부에서 도망치면서 황제에게 사람을 보냈다. 그를 통해 아직 유굴리가 사건을 공개하지 않고 군사도 움직이지 않았음을 알게 된 황제는 "사태가 급박하기 우선 공개해야 한다. 승상은 주공 단의 풍격을 갖추고 있지 못하다. 주공은 관숙 선과 채숙 도를 토벌하지 않았던가!"라며 유굴리를 질책했다. 황제는 유굴리에게 새서(璽書)를 주면서 사상자를 최대한 적게 내면서 성문을 막아 모반한 자들을 놓치지 말 것을 지시했다.
태자는 백관을 불러모아 "폐하께서 감천궁에서 병석에 누워 계시는데 무슨 일이 일어난 듯하다. 간신이 이를 틈타 난을 일으키려 한 것 같다"라고 말했으나 이 무렵 황제는 감천궁에서 건장궁으로 이어했고 삼보 근현의 병사를 동원해 유굴리에게 이를 지휘하도록 했다. 태자는 황제의 명령을 빙자하여 죄인을 석방하고 석덕과 장광에게 병사를 이끌게 했으며 여후(如侯)를 보내 이민족 기병을 장안에 부르고자 했다. 그런데 여후가 시랑 마통에게 체포되면서 일을 그르쳤고 마통이 오히려 이민족 기병을 거느리고 장안으로 향하게 되었다. 또한 집(楫)과 노(棹)의 수부(水夫)를 동원해 대홍려 상구성에게 이를 맡겼다. 한편, 당시 한나라가 쓰던 기는 붉은색이었는데 태자가 이를 임의로 사용하자 구분하기 위해 황금색 기를 사용하기 시작했다.
태자는 북군의 병사를 동원하기 위해 호북군사자 임안을 불렀으나 임안은 부름에 응하면서도 군은 움직이지 않았다. 결국 태자는 북군을 동원하는 계획을 포기했고 장안의 9시 중 4시에서 병사를 긁어모아 수만의 군세를 만들었다. 장락궁 서쪽 궐하에서 유굴리의 군대와 맞닥뜨리면서 처음 전투가 발생했고 이는 5일에 걸쳤다. 하지만 장안에 이미 태자가 모반했다는 소문이 퍼지면서 태자에게 가담하려는 사람은 갈수록 줄었고 결국 태자는 패배하여 남쪽의 복앙성문을 통해 도주했다. 복앙성문을 지키던 사직 전인은 태자를 동정하여 이를 막지 않았고 태자는 성을 빠져나갈 수 있었다.
황제는 태자를 수색하라고 지시했는데 호관현의 삼로(三老) 무(茂)가 상서하여 태자를 용서해줄 것을 청했다. 황제는 내심 동조했으나 사면할 수는 없다고 여겨 이를 받아들이지 않았다. 태자는 호현 천구리로 달아났지만 자금을 마련하기 위해 사람을 보냈다가 잡히는 바람에 위치가 들통나고 말았다. 8월 추격자가 태자가 숨어있던 집을 포위하자 더 이상 도망갈 수 없다고 여긴 태자는 목을 매달아 자결했다. 산양현 출신의 장부창이라는 병사가 문을 부쉈고 신안현 영사 이수가 뛰어들어 태자를 끌어내렸지만 이미 숨진 뒤였다. 태자를 숨겨줬던 집주인은 맞서 싸우다가 죽었고 황손 두 명도 피살되었다.

## 결과
태자가 패퇴한 후에 종정 유장락과 집금오 유감이 황후에게 파견되었고 곧 황후는 자결했다. 시신은 작은 관에 넣어져 장안의 남쪽 동백에 안장됐다. 이후 황후의 일족 또한 모두 주살되었다. 태자는 3남 1녀를 두었는데 역시 모두 죽었다. 양제 사씨는 황후와 함께 동백에 묻혔고 양제의 아들 황사손 유진은 부인 왕씨와 딸과 함께 광명에 묻혔고 두 남동생은 태자와 함께 호현에 묻혔다. 황사손의 아들 유병이만이 갓난아이라서 살아남을 수 있었다.
태자궁에 빈객으로 출입하던 자들도 주살되었고 태자와 함께 싸운 자들은 구족이 멸망당했다. 어쩔 수 없이 태자의 편에 섰던 자들은 돈황군으로 강제이전되었다. 유굴리는 태자를 놓아준 죄로 전인을 처형코자 했으나 어사대부 포승지가 황제의 재가 없이 처형할 수 없다고 반대했다. 이 소식을 들은 황제는 "전인은 사직이면서 모반인을 놓아주었으니 승상이 이를 참하려는 것은 법을 따른 것이다. 어사대부는 어찌하여 멋대로 이를 말리는가"라며 격노했고 이를 들은 포승지는 두려워하여 자살하고 말았다. 결국 전인은 태자의 부름에 응했음에도 군을 움직이지 않아 두 마음을 품었다는 이유로 임안과 함께 요참형에 처해졌다. 마통·경건·상구성은 각각 여후·석덕·장광을 체포한 공을 인정받아 중합후·덕후·투후의 작위를 받았다. 태자를 체포한 공에 대해서도 이수는 우후가, 장부창은 제후(題侯)가 되었다.

## 후일담
무고(巫蠱)의 화는 모두 무고(誣告)였다. 기원전 90년(정화 3년) 가을 무렵에 고침랑 전천추가 상서하여 태자의 억울함을 호소했고 이에 황제는 전천추를 즉시 대홍려에 임명하고 몇 개월이 지나서는 승상으로 삼았다. 이후 강충의 일족이 모두 주살되었고 소문은 횡문의 다리 위에서 불타 죽었다. 천구리에서 태자에게 칼을 겨누었던 자는 북지군의 태수로 임명받았는데 본인을 포함한 일족이 모두 주살되었다. 황제는 죽은 태자를 위해 호현에 사자궁(思子宮)과 귀래망사지대(歸來望思之臺)를 만들었다. 사람들이 이를 듣고는 눈물을 흘렸다고 한다.
같은 해에 부인이 무고를 행했다는 이유로 승상 유굴리가 요참형을 당했으며 이광리도 여기에 얽혀 결국 흉노에 항복하는 일이 일어났고 이광리와 관계가 깊던 이수도 주살당했다. 기원전 88년(후원 원년) 마통이 형 마하라와 함께 모반했다가 요참형에 처해졌고 경건도 마통에게 연좌되어 같이 요참형에 처해졌다. 상구성은 자살했고 장부창은 누군가에게 암살당했다.
기원전 87년(후원 2년) 봄 2월 황제는 병에 걸려 몸져누웠고 유불릉을 태자로 세웠다. 황제는 곧 병사했고 태자가 소제로 즉위했다. 기원전 82년(시원 5년) 장안에 자신이 폐태자 유거라고 주장하는 사람이 나타났다. 그 남자가 정말로 폐태자와 닮았기 때문에 신하들은 아무 말도 하지 못했지만 경조윤 준불의는 그 남자를 체포하도록 했다. 조사 결과 하양현에서 태어나 호현에서 점쟁이를 하고 있던 남자로 이름은 장연년 혹은 성방수라는 사실이 드러났다. 남자는 곧 요참당했다.
소제가 죽고 창읍왕이 황제가 되었으나 선제의 죽음을 슬퍼하지 않고 상중에 고기를 먹은 죄로 곽광에 의해 폐위되고 그 후임으로 폐태자 유거의 손자 유병이가 황제가 되었다. 이때가 기원전 74년(원평 원년)으로 무고의 화가 일어난 지 17년이 지난 때였다. 이가 곧 선제로 즉위 후에 자신의 조부모와 부모의 오명을 벗기고 폐태자와 황사손에게 각각 여(戾)와 도(悼)의 시호를 올린 뒤 이장했다.

## 참고 문헌
- 《사기》
- 《한서》
- 《자치통감》